# 塩屋村 (和歌山県)
塩屋村（しおやむら）は、和歌山県日高郡にあった村。現在の御坊市塩屋町各町にあたる。

## 地理
- 海洋：太平洋
- 山岳：池内山、琴平山
- 河川：日高川

## 歴史
- 1889年（明治22年）4月1日 - 町村制の施行により、北塩屋浦・南塩屋浦の区域をもって発足。
- 1954年（昭和29年）4月1日 - 御坊町・湯川村・藤田村・野口村・名田村と合併して御坊市が発足。同日塩屋村廃止。

## 交通

### 道路
- 国道170号（現・国道42号）